# گرگ باکینگهام
گرگ باکینگهام (به انگلیسی: Greg Buckingham) (زادهٔ ۲۹ ژوئیهٔ ۱۹۴۵) شناگر اهل ایالات متحده آمریکا است.